# Ctenizidae
Ctenizidae Thorell, 1887 è una famiglia di ragni appartenente all'infraordine Mygalomorphae.

## Etimologia
Il nome deriva dal greco κτενὶζειν, ctenìzein, cioè pettinare, ripulire, strigliare (detto di cavalli) per il loro comportamento di lisciarsi e ripulirsi in continuazione, ed il suffisso -idae, che designa l'appartenenza ad una famiglia.

## Denominazione
I ragni appartenenti a questa famiglia vengono denominati ragni a botola (in inglese trapdoor spiders) e fra i ragni migalomorfi sono di medie dimensioni; scavano un cunicolo nel terreno usando vegetazione e seta per mantenerlo allargato, e ponendo alla sommità una sorta di botola dalla quale escono repentinamente per afferrare le prede ignare.
Vi sono anche altre famiglie di ragni non strettamente e fileticamente correlate che portano la stessa denominazione come i Liphistiidae, i Barychelidae, i Cyrtaucheniidae ed alcuni Idiopidae e Nemesiidae; per lo più queste famiglie, però, costruiscono tubi serici con la stessa conformazione invece di cunicoli scavati nel terreno.

## Ecologia e comportamento
La botola è difficile da scorgere quando è chiusa perché i materiali vegetali e del suolo di cui è composta ne rendono molto efficace il camuffamento.
La botola è incardinata su un lato con la seta.
I ragni che di solito sono di abitudini notturne, aspettano la preda in posa tenendo la parte inferiore della porta sollevata con gli artigli presenti sul loro tarso. Quando gli insetti o altri piccoli artropodi si avvicinano di notte troppo alla botola semiaperta vengono ghermiti e catturati subito. Il ragno se ne accorge per le vibrazioni che fa avvicinandosi, salta fuori dal cunicolo e li cattura.
Fra i nemici di questi tipi di ragni vanno annoverate alcune specie di vespe Pompilidae che guadagnando l'ingresso delle trappole riescono a pungere il ragno depositandovi sopra un uovo la cui larva, appena nata, divorerà vivo il ragno stesso.
Carattere distintivo della famiglia Ctenizidae rispetto agli altri migalomorfi, è quello di avere il rastellum sui cheliceri. Di aspetto assomigliano a "denti" o "barbe" su ogni zanna, e queste modifiche hanno la funzione di scavare e raggruppare il terreno mentre costruisce un cunicolo. In caso di disturbo usano i pedipalpi e il primo paio di zampe per tenere chiusa la porta-trappola.

## Distribuzione
Il genere Cteniza è diffuso in Italia e Francia. Il genere Cyrtocarenum in Grecia e Turchia.

## Tassonomia
A seguito di alcuni lavori, descritti di seguito, questa famiglia ha subìto una considerevole revisione.
Attualmente, a novembre 2020, si compone di 2 generi e 5 specie. La suddivisione in sottofamiglie seguita è quella dell'entomologo Joel Hallan:
- - Cteniza Latreille, 1829 — Europa, Asia centrale
  - Cyrtocarenum Ausserer, 1871 — Grecia, Turchia

### Generi trasferiti
- Bothriocyrtum Simon, 1891[3] — USA, Messico, Taiwan
- Conothele Thorell, 1878[3] — Nuova Zelanda, Australia
- Cyclocosmia Ausserer, 1871[3] — dagli USA al Guatemala, Thailandia, Cina.
- Hebestatis Simon, 1903[3] — Costa Rica, USA
- Latouchia Pocock, 1901[3] — Asia
- Stasimopus Simon, 1892 - Sudafrica; ha acquisito rango di famiglia a sé, le Stasimopidae a seguito di un lavoro di Opatova et al., 2020.
- Ummidia Thorell, 1875[3] — Americhe, mar Mediterraneo, Giappone, Taiwan